# Chiel Warners
Chiel Mathijs Warners (Harderwijk, 2 april 1978) is een Nederlandse voormalige atleet, die voornamelijk uitkwam op de tienkamp. Hij is getrouwd met voormalig meerkampster Karin Ruckstuhl. Hij nam eenmaal deel aan de Olympische Spelen en eindigde bij die gelegenheid op de tienkamp als vijfde.

## Loopbaan
Chiel Warners begon zijn atletiekervaringen in Lelystad bij de atletiekvereniging AV Spirit, waarna hij als A-junior verhuisde naar het Assense AAC'61. Naast zijn persoonlijk record van 8363 punten op de tienkamp bezat hij tevens van 1999 tot 2011 het Nederlands indoorrecord op de zevenkamp met 6071 punten. Bovendien werd hij op de tienkamp tweemaal Nederlands kampioen.
Warners behaalde in 1996 brons tijdens de wereldkampioenschappen voor junioren en in 1997 goud bij de Europese jeugdkampioenschappen. In 1999 vestigde hij zijn persoonlijk record van 8363 punten, hetgeen hij tijdens de Olympische Spelen van Athene in 2004 bijna evenaarde met een puntentotaal van 8343, goed voor een vijfde plaats.
Mede door zijn goede optreden op de Olympische Spelen en een puntentotaal van 8301 tijdens de jaarlijkse Hypo-Meeting in Götzis, riep de Koninklijke Nederlandse Atletiek Unie (KNAU) hem uit tot atleet van het jaar. Andere noemenswaardige prestaties zijn zijn zevende plaats bij de Europese indoorkampioenschappen van 2000, de eerste plaats bij de Europacup meerkamp in 2001, een elfde plaats bij de wereldkampioenschappen van 2003 in Parijs en een vierde plaats tijdens de EK indoor van 2005 in Madrid met een puntentotaal van 6055.
Wegens een blessure kon hij niet meedoen aan de wereldkampioenschappen in 2005.
Chiel Warners is afgestudeerd aan de Rijksuniversiteit Groningen als fiscaal jurist en maakte gedurende enkele jaren deel uit van het bestuur van de Atletiekunie. Op 20 augustus 2010 trad hij in het huwelijk met Karin Ruckstuhl.

## Kampioenschappen

### Internationale kampioenschappen
| Onderdeel | Titel                      | Jaar |
| --------- | -------------------------- | ---- |
| tienkamp  | Europees kampioen junioren | 1997 |

### Nederlandse kampioenschappen
Outdoor
| Onderdeel | Jaar       |
| --------- | ---------- |
| tienkamp  | 1998, 2000 |

Indoor
| Onderdeel   | Jaar                   |
| ----------- | ---------------------- |
| verspringen | 1999, 2000, 2001, 2004 |
| zevenkamp   | 1999                   |

## Statistieken

### Persoonlijke records
Outdoor
| Onderdeel            | Prestatie | Datum             | Plaats      |
| -------------------- | --------- | ----------------- | ----------- |
| 100 m                | 10,65 s   | 30 juni 2001      | Ried        |
| 300 m                | 34,01 s   | 4 mei 2002        | Lisse       |
| 400 m                | 46,61 s   | 29 mei 1999       | Götzis      |
| 1500 m               | 4.28,17   | 18 mei 1997       | Emmeloord   |
| 110 m horden         | 14,01 s   | 24 augustus 2004  | Athene      |
| hoogspringen         | 2,03 m    | 24 augustus 1999  | Sevilla     |
| polsstokhoogspringen | 4,92 m    | 18 september 2004 | Talence     |
| verspringen          | 7,85 m    | 29 mei 2004       | Götzis      |
| kogelstoten          | 15,77 m   | 20 mei 2005       | Gouda       |
| discuswerpen         | 47,77 m   | 19 april 2007     | Chula Vista |
| speerwerpen          | 62,53 m   | 30 augustus 1998  | Dordrecht   |
| tienkamp             | 8363 p    | 30 mei 1999       | Götzis      |

Indoor
| Onderdeel | Prestatie      | Datum            | Plaats   |
| --------- | -------------- | ---------------- | -------- |
| zevenkamp | 6071 p (ex-NR) | 28 februari 1999 | Den Haag |

### Opbouw PR meerkamp en potentie op basis van PR's
In de tabel staat de uitsplitsing van het persoonlijk record op de tienkamp. In de kolommen ernaast staat ook het potentieel record, met alle persoonlijke records op de losse onderdelen en de bijbehorende punten.
|              | Uitsplitsing PR | Uitsplitsing PR | Uitsplitsing PR |              | Potentieel record | Potentieel record |
| Onderdeel    | Prestatie       | Wind (m/s)      | Punten          | Pers. record | Punten            |                   |
| ------------ | --------------- | --------------- | --------------- | ------------ | ----------------- | ----------------- |
| 100 m        | 10,78           | -1,2            | 910             | 10,62 1      | 947               |                   |
| verspringen  | 7,76            | -0,2            | 1000            | 7,85         | 1022              |                   |
| kogelstoten  | 14,74           |                 | 774             | 15,77        | 837               |                   |
| hoogspringen | 1,97            |                 | 776             | 2,03         | 831               |                   |
| 400 m        | 46,61           |                 | 978             | 46,61        | 978               |                   |
| 110m horden  | 14,32           | -0,9            | 934             | 14,01        | 973               |                   |
| discuswerpen | 40,91           |                 | 683             | 47,77        | 824               |                   |
| polshoog     | 4,80            |                 | 849             | 4,92         | 886               |                   |
| speerwerpen  | 61,44           |                 | 760             | 62,53        | 776               |                   |
| 1500 m       | 4.37,07         |                 | 699             | 4.28,17      | 757               |                   |
| Puntentotaal |                 |                 | 8363            |              | 8831              |                   |

1Prestatie met rugwind-voordeel; zonder windvoordeel 10,65 940 punten.

## Palmares

### 110 m horden
- 2000:  NK - 14,51 s (+1,7 m/s)

### verspringen
- 1999:  NK - 7,56 m (-0,1 m/s)
- 2000:  NK - 7,46 m (+3,2 m/s)
- 2001:  NK - 7,36 m (+2,4 m/s)
- 2002:  NK - 7,34 m
- 2004:  NK - 7,26 m

### zevenkamp
- 2000: 7e EK indoor - 5830 p
- 2005: 4e EK indoor - 6055 p

### tienkamp
- 1996:  WJK - 7368 p
- 1999: DNF WK
- 2001:  Europacup meerkamp - 8206 p
- 2001: 16e WK - 7916 p
- 2003: 11e WK - 7753 p
- 2004: 5e OS - 8343 p

## Onderscheidingen
- KNAU-jeugdatleet van het jaar (Albert Spree-Beker) - 1996
- KNAU-atleet van het jaar - 2004
- Pahud de Mortanges Trofee - 2004